# Decade: Greatest hits
Decade: Greatest hits es un álbum recopilatorio de la banda inglesa Duran Duran. El álbum salió al mercado en 1989 de la mano de EMI Records. Todas las canciones fueron compuestas por Duran Duran.

## Lista de canciones
1. "Planet Earth" (1980)
2. "Girls On Film" (1981)
3. "Hungry Like The Wolf" (1982)
4. "Rio" (1982)
5. "Save A Prayer" (1982)
6. "Is There Something I Should Know?" (1983)
7. "The Union Of The Snake" (1983)
8. "The Reflex" (1983)
9. "The Wild Boys" (1984)
10. "A View To A Kill" (1985)
11. "Notorious" (1986)
12. "Skin Trade" (1987)
13. "Don't Want Your Love" (1988)
14. "All She Wants Is" (1988)

## Miembros
- Simon Le Bon – voces
- Nick Rhodes – teclados
- John Taylor – bajo
- Roger Taylor – batería
- Andy Taylor – guitarras

- Datos: Q2531156